# Washington-broen
 Ikke at forveksle med George Washington-broen.
Washington-broen er en bro over Harlem River i New York City. Broen er en buebro, der har seks spor samt fortov i begge sider og forbinder Manhattan med Bronx. Den var tidligere en del af U. S. Highway 1, men den går nu over Alexander Hamilton Bridge lidt syd for Washington Bridge.
Broens samlede længde er 724 m. Det centrale spænd er på 160 m og giver en frihøjde på 41 m over floden. Dette varierer med tidevandet, der kan gøre vandstanden 1,5 m højere og 1 m lavere.
Washington-broen blev designet af Charles C. Schneider og Wilhelm Hildenbrand med Edward H. Kendall som rådgivende arkitekt. Det oprindelige design blev beskåret, så prisen kunne holdes på $3 millioner. Buen på broen er af stål og opført i murede sokler. Opførelsen blev påbegyndt i 1886, og broen blev åbnet for fodgængere 1. december 1888. Den officielle åbningsdato var sat til 22. februar, George Washingtons fødselsdag i hundredåret for hans indsættelse som præsident, men man blev forsinket, så åbningen fandt først sted 1. december 1889.
Da George Washington-broen stod færdig i 1931, gik trafikken fra denne til Bronx via Washington Bridge. I 1940'erne opførte man to tunneller til at klare denne trafik for at lette trængslen på Manhattan. I 1950'erne begyndte man at planlægge Alexander Hamilton-broen samt et underdæk til George Washington-broen. Da dette stod færdigt i 1963, kom meget af trafikken fra Washington-broen til at gå via denne forbindelse. Washington-broen gennemgik en grundig renovering i perioden 1989-1993.